# Pallaviciniové
Pallaviciniové (italsky Pallavicini, v jednotném čísle Pallavicino, dříve i Pelavicino) je šlechtický rod původem ze severní Itálie. 

## Historie rodu
Jeho prapředky byli lombardští šlechtici Adalberto I. († 951), markrabí milánský a Otbert I. Pallavicino (Oberto I.) z rodu Obertenghiů, který zemřel roku 1148. 
Rod se později rozdělil na více větví a rozšířil se i mimo Itálii, zejména do střední Evropy, kde vytvořil čtyři větve rakousko-uherské. První rodová větev sídlila ve Vídni (kde obývala palác na Neuer Marktu, druhá větev se usadila v Čechách na Pardubicku (Dašice), třetí větev rodu Pallavicini sídlila na Moravě, kde držela jemnické panství. Čtvrtá rodová větev byla uherská.

## Osobnosti
- Hubert II. Pallavicini (1197–1269) – kondotiér císaře Fridricha Štaufského

K Pallaviciniům patřila řada umělců, mediálních aktérů a církevních představitelů, například:
- Alexandr Sforza Pallavicini – jezuita, autor projektu korunování milostných mariánských soch a obrazů
- Carlo Pallavicino – hudební skladatel
- Francesco Sforza Pallavicino – kardinál a historik
- Yahya Sergio Yahe Pallavicini (* 1965) – viceprezident islámské náboženské obce v Itálii
- Zita Pallavicini (* 1971) – publicistka